# Urrea de Jalón
Urrea de Jalón (kurz Urrea) ist ein Ort und eine Gemeinde (municipio) mit 440 Einwohnern (Stand: 2024) im Zentrum der Provinz Saragossa in der Autonomen Region Aragonien im Nordosten Spaniens.

## Lage und Klima
Der Ort Urrea de Jalón liegt auf dem Ostufer des Río Jalón gut 40 km (Fahrtstrecke) westlich der Provinzhauptstadt Saragossa in einer Höhe von ca. 285 m. Das Klima ist gemäßigt bis warm; der eher spärliche Regen (ca. 370 mm/Jahr) fällt übers Jahr verteilt.

## Bevölkerungsentwicklung
| Jahr      | 1857 | 1900 | 1950 | 2000 | 2017 |
| Einwohner | 789  | 799  | 933  | 334  | 402  |

Als Folge zunehmender Trockenheit, der Mechanisierung der Landwirtschaft, der Aufgabe von zahlreichen bäuerlichen Kleinbetrieben und des daraus resultierenden geringeren Arbeitskräftebedarfs auf dem Land ist die Zahl der Einwohner seit der Mitte der 20. Jahrhunderts infolge der „Landflucht“ beinahe kontinuierlich gesunken.

## Wirtschaft
Die Einwohner des Ortes waren jahrhundertelang im Wesentlichen Selbstversorger; Lebensmittelgeschäfte oder Märkte gab es nicht bzw. nur selten. Auch die wenigen Händler, Handwerker und Dienstleister versorgten sich im Wesentlichen selbst mit allem Lebensnotwendigen. Erst durch die Verbesserung der Infrastruktur in der zweiten Hälfte des 20. Jahrhunderts verbesserte sich die Situation.

## Geschichte
Auf dem Gemeindegebiet von Urrea de Jalón wurden weder keltische noch römische oder gar westgotische Kleinfunde entdeckt. Im 8. Jahrhundert wurde die Gegend von arabisch-maurischen Heeren überrannt; erst zu Beginn des 12. Jahrhunderts konnten die Mauren unter Alfons I. von Aragón nach Süden abgedrängt werden (reconquista). Seit dem Jahr 1326 stand der Ort unter der Grundherrschaft (señorio) der Familie Ximénez de Urrea, deren Oberhäupter seit dem Jahr 1460 den Vizegrafentitel und ab 1508 den Grafentitel Conde de Aranda trugen. 

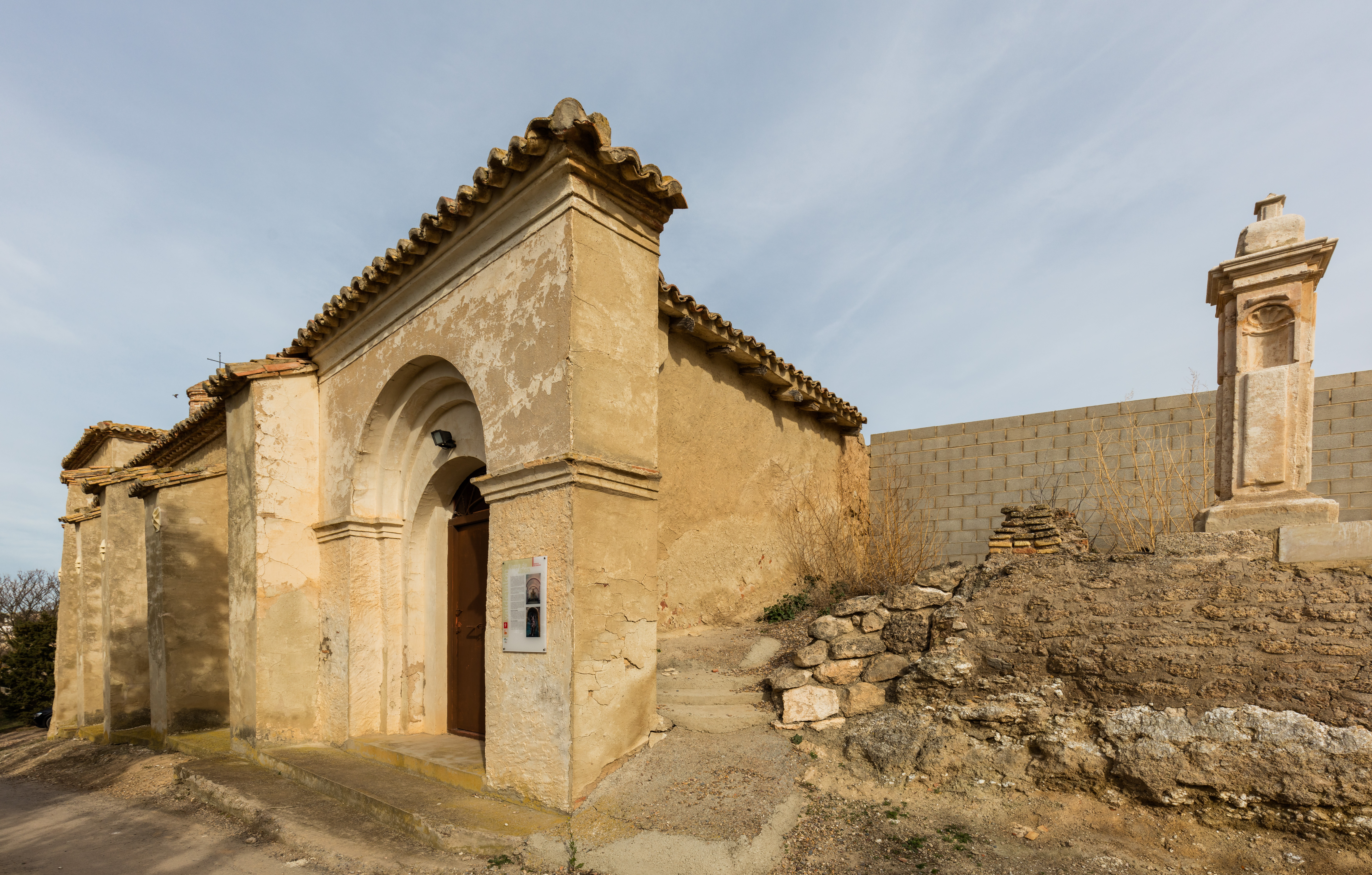
Urrea de Jalón – Ermita y peirón de San Sebastián

## Sehenswürdigkeiten
- Von der ehemals hier existierenden maurischen Festung (hisn) ist nichts erhalten, denn sie wurde später von den Christen verändert und bereits im Jahr 1348 auf königlichen Befehl hin abgerissen.[4][5]
- Die im 16. Jahrhundert nahezu vollständig in Mudéjar-Manier aus Ziegelsteinen erbaute einschiffige Kirche El Salvador hat im Wesentlichen ihr äußeres Erscheinungsbild bewahrt. Lediglich das im 18. Jahrhundert aufgesetzte Obergeschoss des Glockenturms (campanar) wurde verputzt; der Turm endet in einer geschwungenen Haube – eine Seltenheit in Spanien.[6][7]

Umgebung
- Der Torre de Castilluelo ist der Rest einer mittelalterlichen Burg.[8]
- Die circa einen Kilometer westlich des Ortes befindliche Ermita de San Sebastian ist das Ziel einer jährlich stattfindenden Prozession. Unmittelbar daneben steht ein Bildstock (peirón) mit einer leeren Figurennische.